# Kernkraftwerk Calvert Cliffs
Das Kernkraftwerk Calvert Cliffs (englisch Calvert Cliffs Nuclear Power Plant, oft mit CCNPP bzw. CCNP abgekürzt) befindet sich an der Chesapeake Bay in Lusby, Calvert County, Maryland in den Vereinigten Staaten. Es besteht aus zwei Druckwasserreaktoren und ist das einzige Kernkraftwerk in Maryland. Das Kraftwerksgelände ist von einem State Park umgeben. Das Kraftwerk belegt 380 Hektar seines insgesamt 2100 Hektar großen Geländes, dessen Rest in einem natürlichen Zustand belassen wurde. Es produziert Strom für mehr als 400.000 Haushalte.

## Eigentümer
Der Eigner war Constellation Energy, der Betreiber die Calvert Cliffs Nuclear Power Plant Inc. Nach der Übernahme von Constellation durch Exelon war die Exelon Generation Co., LLC der Betreiber, nach der Abspaltung 2022 durch Exelon ist Constellation wieder der Betreiber.

## Reaktoren
In jedem Reaktor befinden sich 217 Brennelemente mit jeweils 176 Brennstäben. Jeder Reaktor hat zwei Reaktorkühlmittelpumpen.
Calvert Cliffs-1 hat eine elektrische Nettoleistung von 873 MWe und eine Bruttoleistung von 918 MWe. Calvert Cliffs-2 hat eine elektrische Nettoleistung von 862 MWe und eine Bruttoleistung von 911 MWe.

## Bau
Der Architekt, Ingenieur und Konstrukteur war die Bechtel Power Corp. Die Reaktoren stammen von Combustion Engineering. General Electric stellte die Turbine für den ersten Block her, Westinghouse Electric die für den zweiten Block. Der Bau des Kraftwerks kostete 750 Millionen US-Dollar. Das Besucherzentrum befindet sich in einer alten Tabakscheune aus dem Jahr 1818 und bietet Exponate über Energie und Kernkraftwerke sowie einen Blick auf das Kernkraftwerk. Dort können auch Führungen durch das Kraftwerk organisiert werden.

## Betrieb
Baubeginn für beide Reaktoren war am 7. Juli 1969. Der erste Block wurde am 7. Oktober 1974 erstmals kritisch, der zweite am 30. November 1976. Calvert Cliffs-1 wurde am 3. Januar 1975 erstmals mit dem Stromnetz synchronisiert und ging am 8. Mai 1975 in den kommerziellen Leistungsbetrieb über. Calvert Cliffs-2 wurde am 7. Dezember 1976 mit dem Netz synchronisiert und nahm am 1. April 1977 den kommerziellen Leistungsbetrieb auf.
Im Jahr 2000 wurde die Betriebserlaubnis beider Blöcke vom damaligen US-Präsidenten George W. Bush um 20 Jahre verlängert. Calvert Cliffs war das erste Kernkraftwerk in den USA, das eine solche Betriebsverlängerung erhielt. Somit besitzt Calvert Cliffs-1 eine Betriebserlaubnis bis 2034, der zweite Reaktorblock bis 2036.
2000 wurden die Dampferzeuger in beiden Blöcken ausgetauscht.
Seit den Terroranschlägen vom 11. September 2001 hat der Betreiber sich verpflichtet, für bessere Sicherheitsmaßnahmen im Kraftwerk zu sorgen.
Am 31. Juli 2007 hat Constellation Energy die Erlaubnis für die Errichtung eines dritten Reaktors vom Typ EPR auf demselben Gelände beantragt, am 17. Juli 2015 gab die EDF-Tochter Unistar Nuclear Energy die combined construction and operation licence (COL) zurück.

## Störfälle
Am 18. Februar 2010 fiel einer von zwei elektrischen Strängen, welcher auf dem Kraftwerksgelände das Netz mit den beiden Blöcken verbindet, aus. Damit waren beide Blöcke für Abschaltung und Abfuhr der Nachzerfallswärme nicht mehr mit genügend Strom versorgt. Bei Block 1 sprang ein Notstrom-Dieselgenerator an und funktionierte ordnungsgemäß. Der für den zweiten Block vorgesehene Diesel fiel nach kürzerer Zeit aus. Das führte bereits zu einer sehr heiklen Situation: Arbeiter mussten improvisiert eine mobile Stromquelle herbeitransportieren, welche dann für die notwendige Stromzufuhr sorgte.

## Hurrikan Irene
Bedingt durch den Hurrikan Irene wurde Block 1 des Kraftwerks am 28. August 2011 automatisch heruntergefahren, nachdem eine umherfliegende Aluminiumverkleidung einen Haupttransformator beschädigt hatte.

## Betriebsbewilligung
In den USA wird die Betriebsbewilligung (engl. license) für ein Kernkraftwerk von der Nuclear Regulatory Commission (NRC) zunächst für einen Zeitraum von bis zu 40 Jahren erteilt. Der Zeitraum von 40 Jahren basierte ursprünglich auf dem Zeitraum für die Abschreibung von Anlagevermögen. Der Atomic Energy Act of 1954 erlaubt eine (auch mehrmalige) Verlängerung der Betriebserlaubnis um jeweils 20 Jahre.
Die ursprüngliche Betriebsbewilligung für den Block 1 wurde am 31. Juli 1974 durch die NRC erteilt. Sie wurde am 23. März 2000 bis zum 31. Juli 2034 verlängert. Für den Block 2 wurde die ursprüngliche Bewilligung am 13. August 1976 erteilt. Sie wurde am 23. März 2000 bis zum 13. August 2036 verlängert.

## Daten der Reaktorblöcke
Das Kernkraftwerk Calvert Cliffs hat insgesamt zwei Blöcke:
| Reaktorblock     | Reaktortyp         | Netto- leistung | Brutto- leistung | Baubeginn  | Netzsyn- chronisation | Kommer- zieller Betrieb | Betriebs- bewilligung | Abschal- tung |
| ---------------- | ------------------ | --------------- | ---------------- | ---------- | --------------------- | ----------------------- | --------------------- | ------------- |
| Calvert Cliffs-1 | Druckwasserreaktor | 873 MW          | 918 MW           | 07.07.1969 | 03.01.1975            | 08.05.1975              | 31.07.2034            |               |
| Calvert Cliffs-2 | Druckwasserreaktor | 862 MW          | 911 MW           | 07.07.1969 | 07.12.1976            | 01.04.1977              | 13.08.2036            |               |